# Henry Rinklin
Henry Rinklin (ur. 15 września 1957 w Geislingen) – niemiecki kolarz torowy i szosowy reprezentujący RFN, trzykrotny medalista torowych mistrzostw świata.

## Kariera
Największy sukces w karierze Henry Rinklin osiągnął w 1977 roku, kiedy wspólnie z Peterem Vonhofem, Hansem Lutzem i Güntherem Schumacherem wywalczył srebrny medal w drużynowym wyścigu na dochodzenie podczas mistrzostw świata w San Cristóbal. Siedem lat później, na mistrzostwach świata w Barcelonie zdobył dwa brązowe medale: w wyścigu punktowym zawodowców oraz w derny. W pierwszych zawodach wyprzedzili go tylko Szwajcar Urs Freuler i Australijczyk Gary Sutton, a w drugich uległ jedynie kolejnemu Australijczykowi Danny'emu Clarkowi oraz Belgowi Constantowi Tourné. Ponadto wielokrotnie zdobywał medale torowych mistrzostw kraju oraz stawał na podium zawodów torowych. Startował również w wyścigach szosowych, wygrał między innymi parę kryterium, głównie na arenie krajowej.